# Džun’iči Inamoto
Džun’iči Inamoto (japonsky 稲本 潤, Inamoto Džun’iči; * 18. září 1979) je japonský fotbalista.

## Reprezentace
Džun’iči Inamoto odehrál 82 reprezentačních utkání. S japonskou reprezentací se zúčastnil Mistrovství světa 2002, 2006, 2010.

## Statistiky
| Japonsko | Japonsko | Japonsko |
| Roky     | Záp.     | Góly     |
| -------- | -------- | -------- |
| 2000     | 14       | 0        |
| 2001     | 11       | 1        |
| 2002     | 10       | 2        |
| 2003     | 10       | 1        |
| 2004     | 6        | 0        |
| 2005     | 10       | 0        |
| 2006     | 4        | 0        |
| 2007     | 3        | 0        |
| 2008     | 2        | 0        |
| 2009     | 4        | 1        |
| 2010     | 8        | 0        |
| Celkem   | 82       | 5        |